# Lathrothele
Genre
Lathrothele est un genre d'araignées mygalomorphes de la famille des Ischnothelidae.

## Distribution
Les espèces de ce genre se rencontrent en Afrique subsaharienne.

## Liste des espèces
Selon World Spider Catalog (version 21.0, 24/06/2020) :
- Lathrothele catamita (Simon, 1907)
- Lathrothele cavernicola Benoit, 1965
- Lathrothele grabensis Benoit, 1965
- Lathrothele jezequeli Benoit, 1965
- Lathrothele mitonae Bäckstam, Drolshagen & Seiter, 2013

## Publication originale
- Benoit, 1965 : Dipluridae de l'Afrique Centrale (Araneae-Orthognatha) 2. Genres Lathrothele nov. et Macrothele Ausserer. Revue de Zoologie et de Botanique Africaines, vol. 71, p. 113-128.